# (181706) 1991 UY3
1991 يو واي 3 (ويعرف أيضًا باسم (181706) 1991 يو واي 3 وفق تسمية الكوكب الصغير) (بالإنجليزية: 1991 UY3)‏ هو كويكب ضمن حزام الكويكبات؛ وترتيبه 181706 من حيث الاكتشاف.
اكتُشف هذا الجُرم الفلكي بواسطة هيروشي كانيدا في 31 أكتوبر 1991.

## وصلات خارجية
- (181706) 1991 UY3 في قاعدة بيانات مختبر الدفع النفاث لأجرام النظام الشمسي الصغيرة

- الاكتشاف · مخطط المدار ·  العناصر المدارية · المعلمات المادية

- (181706) 1991 UY3 على موقع ويكي سكاي: DSS2, SDSS, GALEX, IRAS, Hydrogen α, X-Ray, Astrophoto, Sky Map, Articles and images